# The Stake Out
"The Stake Out"  é o terceiro episódio produzido da primeira temporada da série de comédia da NBC, Seinfeld. Foi ao ar como o segundo episódio da temporada em 31 de maio de 1990. O episódio foi escrito por Jerry Seinfeld e Larry David e dirigido por Tom Cherones. A narrativa apresenta Jerry Seinfeld concordando em ir a uma festa de aniversário com sua ex-namorada Elaine Benes. Na festa, Jerry tenta flertar com outra mulher, mas não consegue se lembrar de nada sobre ela, exceto onde ela trabalha. Jerry resiste em pedir o telefone dela para Elaine porque ele não quer falar com ela sobre outras mulheres. O pai de Seinfeld, Morty, sugere que ele vá ao local de trabalho da mulher e finja se encontrar acidentalmente com ela, e ele faz isso. "The Stake Out" é o primeiro episódio no qual os pais de Jerry aparecem.

## História
Jerry e Elaine acabaram de terminar seu relacionamento, mas decidiram continuar amigos. Elaine convida Jerry para uma festa de aniversário; ele aceita sob a condição de que ela o acompanhe em um casamento que ele e seus pais foram convidados. Na festa, Jerry conhece uma mulher atraente chamada Vanessa. Ele quer flertar com ela, mas fica desconfortável por fazer isso na presença da Elaine. A mulher sai com outro homem antes que Jerry descubra seu nome; entretanto, ele sabe que ela trabalha em um escritório de advocacia chamado "Sagman, Bennett, Robbins, Oppenheim e Taft". Elaine tenta contar a Jerry sobre um sonho que ela teve com ele. Jerry tenta terminar a conversa mas isso resulta em uma discussão depois da festa.
De volta a seu apartamento, os pais de Jerry, Morty e Helen, passam a noite lá, enquanto Jerry dorme no apartamento de Kramer. Ele conta sobre a festa e reclama que não pode pegar o telefone da moça com a Elaine porque ele não fala com ela sobre outras mulheres; além disso, ela ainda está brava com ele. Morty sugere que ele faça uma "tocaia" para a mulher esperando do lado de fora do escritório dela, uma ideia que Jerry aprova. No dia seguinte, Jerry e George fazem a "tocaia", fingindo que eles estão indo ver outra pessoa no prédio chamada "Art Corvelay" mas, sob pressão, George insiste para que seja "Art Vandelay". Eles encontram a moça, que diz que o homem com quem ela saiu na festa era seu primo. Os dois então marcam um encontro.
Naquela noite, Jerry descobre por sua mãe que Elaine sabe sobre a "tocaia". No dia do casamento, Elaine contra para Jerry que o motivo pelo qual ela estava brava era que era a primeira vez que ela o viu flertar com outra mulher. Eles decidem que eles devem poder falar mais sobre seus relacionamentos com outras pessoas se eles quiserem continuar amigos. Elaine então revela que ela recentemente conheceu um homem usando uma "tocaia".

## Produção
"The Stake Out" é baseado num incidente real onde David estava com uma mulher com quem ele já namorou, chamada Monica Yates. Então eles foram a um restaurante e David conheceu outra mulher. Porém, ele não podia flertar com ela por mais que quisesse, por causa da presença de Yates. David descobriu o nome do local onde a moça trabalhava e fez uma tocaia. Os nomes das pessoas do nome do prédio em que a moça do episódio trabalha são os nomes de amigos da faculdade de Larry David.
O episódio apresenta piadas recorrentes que foram usadas em episódios posteriores. Essas eram o importador-exportador, as ambições de George se tornar um arquiteto e Art Vandelay. O personagem de Vanessa (que tem esse nome devido a uma mulher com quem David saiu uma vez) também reaparece num episódio posterior da primeira temporada, "The Stock Tip".
"The Stake Out" é o primeiro episódio que menciona o relacionamento entre Jerry e Elaine. Embora seja o terceiro episódio filmado, após "The Seinfeld Chronicles" e "Male Unbonding", foi o segundo episódio a ir ao ar. A ordem dos episódios foi mudada porque "The Stake Out" fornecia mais informações sobre o passado de Elaine e sua relação com Jerry. Julia Louis-Dreyfus comentou que gostou do roteiro do episódio porque fez o personagem parecer humano.
A cena de abertura causou alguns problemas porque mostrou uma mulher saindo do set e descendo um degrau para isso. Gleen Forbes, a designer do set, pensou que isso fosse fazer a série parecer ruim. A cena em que Jerry e Elaine estão em um táxi foi filmada em um estúdio usando um fundo preto e um táxi falso em movimento, devido a restrições de recursos, em um método conhecido como "processo do homem pobre".
Esse é o primeiro episódio que mostra os pais de Jerry. Apenas uma sessão de seleção de elenco foi feita para escolher os atores para esses papeis. Philip Sterling foi originalmente escolhido para fazer Morty Seinfeld, mas foi substituído por Phil Bruns. Bruns foi então substituído também porque Seinfeld e David queriam que o personagem fosse mais irritante. Como resultado, o papel foi dado a Barney Martin, que não fazia ideia de que outro ator já tinha assumido o papel. Nesse episódio Kramer cumprimenta Morty pelo nome.